# High five

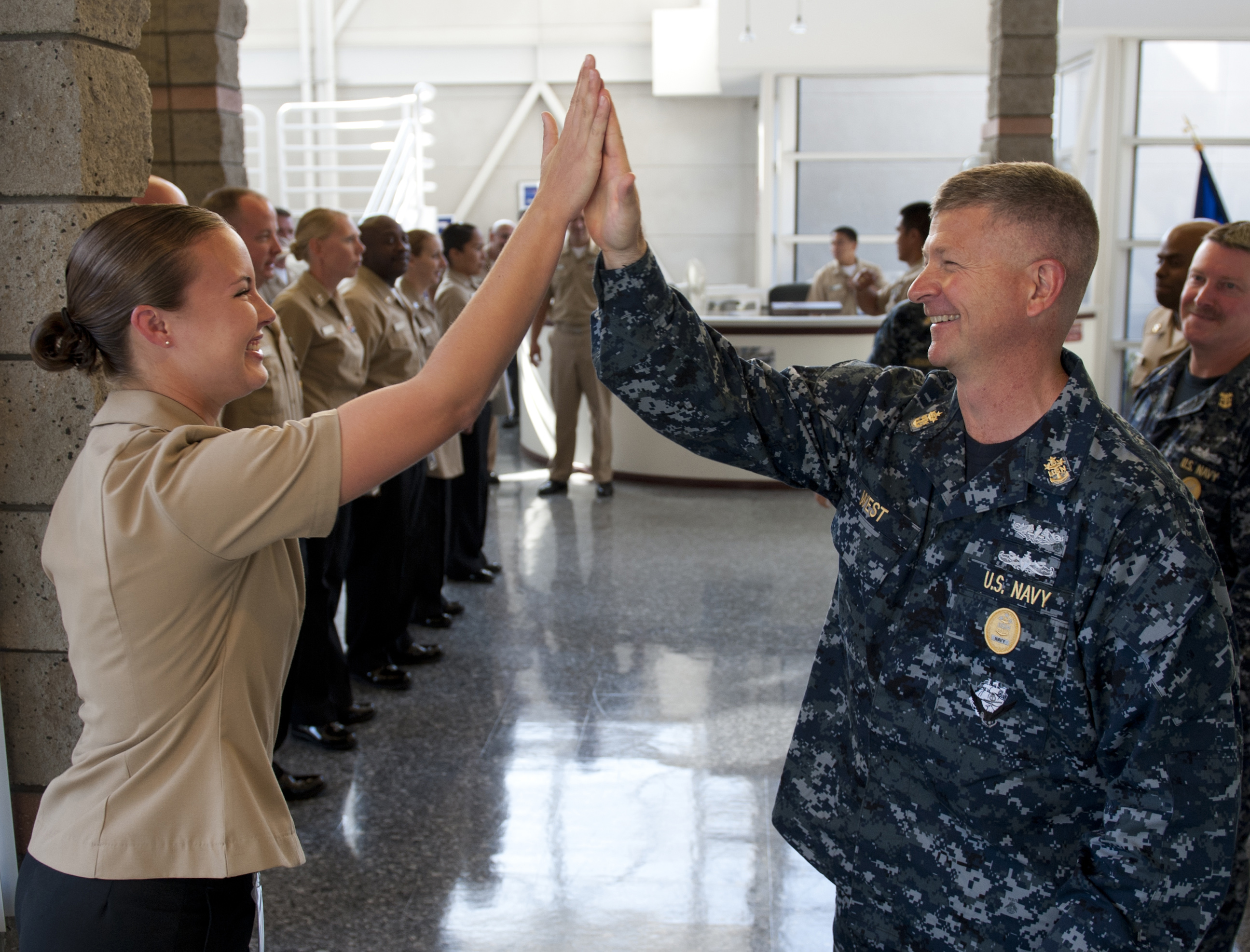
Um high five entre dois marinheiros da Marinha dos Estados Unidos

O high five (em português:  toca aqui) é um gesto de mão que ocorre quando duas pessoas simultaneamente levantam uma mão cada, aproximadamente na altura da cabeça, e empurram, deslizam ou batem a palma da mão contra a palma da outra pessoa. Seu significado varia de acordo com o contexto de uso, mas pode incluir uma saudação, parabéns ou celebração.
Há muitas histórias de origem do high five, mas os dois candidatos mais documentados são Dusty Baker e Glenn Burke do time de beisebol profissional Los Angeles Dodgers em 2 de outubro de 1977, e Wiley Brown e Derek Smith do time de basquetebol universitário masculino Louisville Cardinals durante a temporada de 1978-1979.

## Celebrações
O National High Five Day é um projeto para dar high fives e normalmente é realizado na terceira quinta-feira de abril. De acordo com o National High Five Project, o evento começou em 2002 na Universidade da Virgínia depois que um grupo de estudantes montou um estande e deu high-fives e limonada. O projeto realizou eventos onde os participantes participam de uma "high-five-a-thon" para arrecadar fundos para caridade.

## Saúde humana

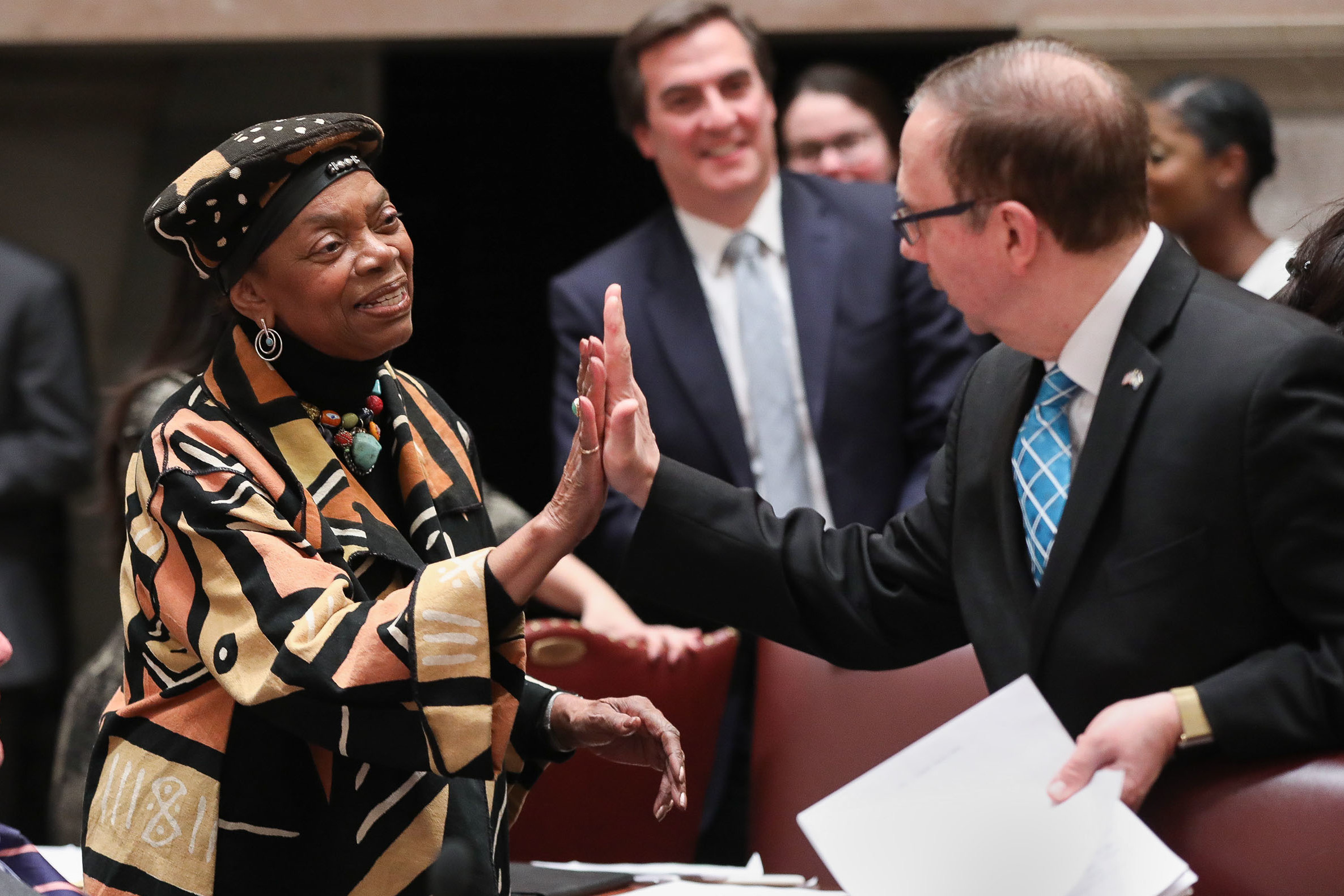
Os senadores do estado de Nova Iorque Velmanette Montgomery e Joe Griffo se cumprimentam na câmara do Senado

Um estudo médico de 2014 descobriu que batidas de punho e high fives espalham menos germes do que apertos de mão.
Durante a pandemia de COVID-19, o high-five foi "destacado, estigmatizado e carregado de ansiedade", sendo substituído por gestos como bater os cotovelos, bater nos antebraços ou clicar nas chuteiras. Por exemplo, as conferências universitárias proibiram o high-five; os ianques resolveram informalmente bater cotovelos em vez de bater nas mãos; os Minnesota Twins proibiram o contato físico com os fãs. Fora dos esportes, os indivíduos relataram evitar o high-five em suas vidas diárias. Dusty Baker, o suposto criador do gesto, defendeu high-fives sem contato.